# Schloss Xhos

Schloss Xhos im Jahr 1914

Das Schloss Xhos (französisch Château de Xhos oder auch Château de lʼAvouerie (deutsch Vogteischloss)) ist eine Schlossanlage in Tavier, einem Ortsteil der belgischen Gemeinde Anthisnes in der Provinz Lüttich. Im 17. Jahrhundert durch Pierre de Méan errichtet und später von seinen Nachfahren mehrfach verändert, gehört das dreiflügelige Schloss heute der Familie von Oultremont, die es als privaten Wohnsitz nutzt. Die Gebäude können deshalb nicht besichtigt werden.

## Geschichte

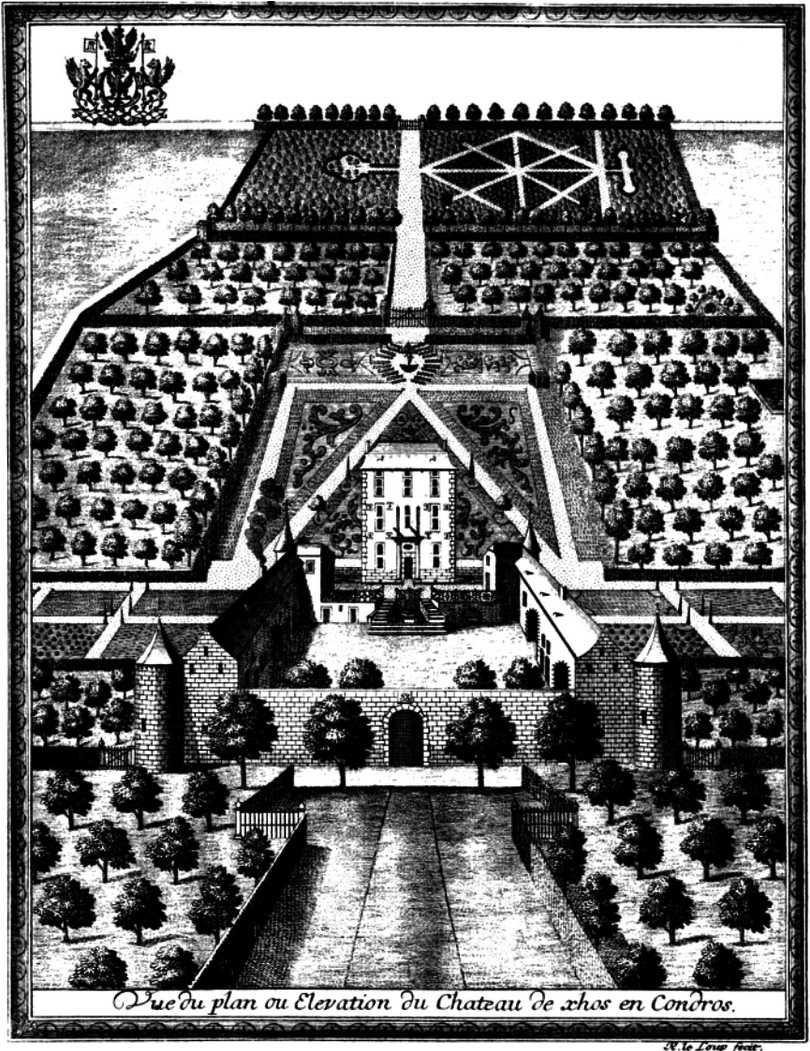
Schloss Xhos auf einem Stich nach Remacle Leloup, 1734

Als der Lütticher Bischof Notger 976 das Kollegiatstift Sainte-Croix in Lüttich gründete, stattete er es unter anderem mit dem Gebiet der späteren Seigneurie Xhos aus. Ein anderer Teil gehörte zu den Besitzungen des Stiftskapitels von Saint-Martin. Später gehörte Xhos zum Kloster Val-St-Lambert und wurde in klösterlichen Urkunden von 1235 sowie 1391 als Scoche und Xhoche erwähnt. Verbunden mit dem Land und der Gutsherrschaft war die hohe Gerichtsbarkeit, die 1391 noch beim Stift Saint-Martin lag und entsprechend von einem Vogt ausgeübt wurde. Diese Vögte besaßen bereits im Mittelalter einen Sitz in Xhos, der aber nicht am Ort des heutigen Schlosses stand, sondern wahrscheinlich dort, wo sich heute der Wirtschaftshof befindet. Anfänglich lag die Hochgerichtsbarkeit in den Händen der Familie von Ochain, ab 1574 übten sie Mitglieder der Familie von Brialmont aus. Eine Erbtochter der Brialmonts heiratete ein Mitglied der Familie von Glimes, den Vicomte von Vastines, und brachte ihm den Besitz zu.
1660 erwarb der Baron Pierre de Méan das Anwesen und errichtete ein neues Schloss, dessen Haupthaus noch stark an einen Wohnturm erinnerte. Ein Stich nach der Zeichnung des flämischen Künstlers Remacle Leloup aus dem Jahr 1734 zeigt die Anlage noch weitgehend unverändert. Durch Kriegshandlungen wurde dessen Vorburg zerstört, aber von Pierres Enkel gleichen Namens wieder aufgebaut. Dabei ließ der Schlossherr auch den Garten verändern sowie lange Lindenalleen anlegen. 1738 wurde Xhos durch den Fürstbischof von Lüttich Georg Ludwig von Berghes zur eigenständigen Seigneurie erhoben. Mitte des 18. Jahrhunderts erfuhr das Logis starke Veränderungen und erhielt dabei im Wesentlichen sein heutiges Aussehen. So wurden die den Haupteingang rahmenden Säulen entfernt und – besonders an der südlichen Rückseite – weitere Fensteröffnungen ausgebrochen. Als die Grafen von Méan 1876 mit François-Eugène de Méan ausstarben, wurden sie von der Familie von Oultremont beerbt, die noch heute Eigentümerin ist.
Unter Eugène dʼOultremont (1844–1889) wurde die Schlossanlage noch einmal umgebaut. So ließ der Graf zum Beispiel ein großes Gewächshaus an der nördlichen Längsseite des Gartens errichten, ein schmiedeeisernes Gitter als Abschluss des Ehrenhofs aufstellen und die landwirtschaftlich genutzten Gebäude vergrößern. Das letzte männliche Mitglied der Familie von Oultremont auf Xhos war Graf Marc Eugène, der im Jahr 2000 starb. Derzeit wird das Schloss von seiner Schwester Alix Adrienne, verheiratete Baroness Ullens de Schoten, bewohnt.

## Beschreibung

Schematischer Lageplan

Die Schlossanlage besteht aus einem dreiflügeligen Herrenhaus und sich daran anschließenden Wirtschaftsgebäuden. Die Trakte sind in U-Form angeordnet und umschließen einen Ehrenhof, der an seiner Nordseite von einem halbrunden Gitterzaun abgeschlossen ist. Eine über 200 Meter lange, gerade Allee führt von Norden her kommend auf das mittig gelegene Gittertor zu. Dessen viereckige Pfeiler sind von steinernen Vasen bekrönt. Im oberen Torbereich finden sich die Buchstaben O und X für Oultremont und Xhos. Als Baumaterial für die Gebäude kamen Backstein, Sandstein und örtlicher Kalkstein in grauen, braunen, braunroten und gelben Farben zum Einsatz, sodass sich die Fassaden außergewöhnlich bunt präsentieren.

### Logis
Das Logis der Anlage ist ein dreigeschossiger Bau mit Hochparterre und schiefergedecktem, abgeknicktem Walmdach. Dessen Lukarnen stammen aus der Zeit um 1900. Auf den Endpunkten des Dachfirsts stehen Wetterfahnen mit den Jahreszahlen 1765 und 1909. Den an der Nordseite dreiachsigen Mittelteil des Baus bildet das im 17. Jahrhundert von Pierre de Méan errichtete Gebäude. Ihm wurden im 18. Jahrhundert zwei symmetrisch ausgeführte Seitenflügel angefügt, sodass das Logis eine U-Form erhielt. Die Gebäudetrakte umschließen an der Nordseite eine Terrasse mit klassizistischer Gitterbrüstung vom Ende des 18. Jahrhunderts. Zu ihr führt eine breite Freitreppe hinauf, deren steinerne Brüstung am Treppenfuß zwei Vasen trägt. Die nach Süden zeigende Rückseite des Logis ist – im Gegensatz zu den leicht aus der Mauerflucht vortretenden Seitenflügeln – verputzt. Sie ist durch stichbogige Fenster mit Schlussstein in sieben Achsen unterteilt, und ihr ist ein Trockengraben mit abschließender Balustrade vorgelagert.
Durch den Haupteingang gelangt der Besucher in ein zentrales Vestibül mit farbigem Marmorfußboden und ionischen Pilastern an den Wänden. Eine Treppe mit einem Geländer im Stil des Louis-seize führt in die darüber liegende Etage. Im Hochparterre befinden sich diverse Salons und mehrere Essräume, was dadurch bedingt ist, dass der Hauptbau lange Zeit von mehreren Familien gleichzeitig bewohnt wurde und jede von ihnen ihren eigenen Bereich besaß. Einige der Räume besitzen noch ihre komplette originale Ausstattung im Stil des Empires und des Klassizismus, so zum Beispiel ein Speiseraum aus der Zeit um 1820. Die Bibliothek ist mit einem Kamin nach gotischer Tradition ausgestattet. Das Mobiliar stammt aus dem 17. bis 19. Jahrhundert und wurde in Frankreich, den Niederlanden und in Lüttich gefertigt. Das Schloss birgt eine umfangreiche Gemäldesammlung mit Werken aus dem 16. bis 19. Jahrhundert, zu der unter anderem zahlreiche Porträts gehören. Sie stammen vom Maler und Bildhauer Jacques de Lalaing, der ein Ahnherr der heutigen Eigentümer war. Zwei kunsthistorisch besonders wertvolle Stücke sind das 1565 von Jakob de Gheyn I. bemalte Triptychon und das Gemälde Schüler von Emmaus von Gerrit van Honthorst. Darüber hinaus gehören zur Kunstsammlung des Schlosses eine Büste des Lütticher Fürstbischofs Charles Nicolas dʼOultremont von Victor Évrard und eine Sammlung von Lütticher Silberwaren.

### Wirtschaftsgebäude

Schloss Xhos von Nordwesten gesehen; links im Bild: einer der beiden Wirtschaftsflügel mit Pferdestall

An den Seiten des Logis setzen nach Norden verlaufende, langgestreckte Wirtschaftsflügel an, die schon auf dem Leloup-Stich von 1734 zu sehen sind. Die seinerzeit an den Ecken der nördlichen Stirnseiten vorhandenen Rundtürme sind mittlerweile verschwunden, aber ihre südlichen Pendants existieren noch. Beide besitzen einen abknickenden, achtseitigen Schieferhelm. Der westliche Rundturm ist noch original aus der ersten Hälfte des 17. Jahrhunderts. Das Parterre der zweigeschossigen Wirtschaftsflügel ist aus Kalksteinquadern gemauert, während das Mauerwerk in den Obergeschossen aus Ziegeln besteht. Die Trakte sind durch Stichbogenfenster in zehn Achsen unterteilt, wobei der Westflügel im Erdgeschoss mehrere korbbogige Toreinfahrten aufweist, weil er früher als Remise genutzt wurde. Heute dienen die ehemaligen Wirtschaftsflügel zu Wohnzwecken. An ihren nördlichen Enden schließen sich im rechten Winkel die Bauten der Pferdeställe mit ihren drei Geschossen an. Das oberste Geschoss jedes Stalls ist an der nördlichen Seite mit Ochsenaugen ausgestattet, die eine Rahmung aus Ziegeln besitzen. Die südlichen Rückseiten der Stallgebäude sind fensterlos. Den Zugang zu den Pferdeställen gewährt an beiden Seiten ein großes Tor dessen Pfeiler unter anderem schlafende Hirschstatuen tragen. 

### Schlossgarten und -park
Östlich des Schlosses liegt ein französischer Garten mit Laubengang und zentralem Rondell. In ihm sind Götterstatuen und eine Bronzestatue von Jacques de Lalaing aufgestellt. Am Nordrand des Gartens steht – in Verlängerung des östlichen Pferdestalls – ein Gewächshaus vom Beginn des 19. Jahrhunderts. Im weitläufigen Park des Schlosses steht ein achteckiger, chinesischer Pavillon aus der Mitte des 19. Jahrhunderts. Auf seinem gemauerten Fundament erhebt sich eine Holzkonstruktion mit bemalten Paneelen, die von einem achteckigen Schieferdach mit Wetterfahne abgeschlossen ist.